# Augsburg
Augsburg (bavarski i švapski: Augschburg) grad je u Njemačkoj na jugozapadu savezne države Bavarske i sjedište vlade upravnog područja Schwaben.
Ovaj je sveučilišni grad nakon Triera drugi najstariji grad Njemačke. S 295.895 stanovnika, Augsburg je nakon Münchena i Nürnberga treći bavarski grad po veličini. Današnji naziv grada potječe od rimskog naselja Augusta Vindelicorum, koje je kao vojni logor osnovao rimski car August 15. godine pr. Kr.
Augsburg je jedini njemački grad s vlastitim zakonski izglasanim blagdanom („Augsburški dan mira” ili Friedenfest) koji se slavi dana 8. kolovoza.

## Zemljopisne odlike
Augsburg se nalazi na jugozapadu države, 60 km zapadno od glavnog grada Bavarske, Münchena, te 120 km jugozapadno od Nürnberga i 160 km istočno od glavnog grada savezne države Baden-Württemberg, Stuttgarta.
Grad je izgrađen na rijeci Lech koja se spušta od Tirola 150 km na jugozapad i ulijeva se u Dunav 40 km sjevernije od grada. Povijesno središte grada nalazi se neposredno prije ušća njegove pritoke Wertach u Lech. Njegov najstariji dio nalazi se na sjevernom kraju visoravni.
Grad Augsburg je dio okruga Augsburg i nalazi se istočno od okruga Aichach-Friedberg i sjeverno od okruga Dunav-Ries.
Općine koje graniče s Augsburgom, u smjeru kazaljke na satu počevši od sjevera, su: Rehling, Affing, Friedberg, Kissing, Mering, Merching u okrugu Aichach-Friedberg i Königsbrunn, Bobingen, Gessertshausen, Diedorf, Stadtbergen, Neusäß i Gersthofen u okrugu Augsburg.

## Povijest
Današnji naziv grada potiče od imena rimskog naselja Augusatarina Vindelicoruma, koje je kao vojni logor osnovao Tiberije 15. pr. Kr. godine, po odredbi tadašnjeg rimskog cara, Augusta Oktavijana, njegovog očuha. U vrijeme Rimskog Carstva više od 10.000 ljudi živjelo je u Augsburgu.
Grad su uništili Huni u 5. st., Karlo Veliki u 8. st., Welf IV., vojvoda Bavarske, u 12. st. Svaki put grad se uspješniji pozdizao iz ruševina.
Augsburg je postao slobodni carski grad 9. ožujka 1276., što je zadržao do 1803. god. Zahvaljujući strateškom položaju na trgovačkim putovima prema Italiji, postao je središte trgovine i proizvodnje tkanina. God. 1500. Augsburg je s populacijom od oko 30.000 ljudi nakon Kölna i Praga bio jedan od najvećih gradova Svetog Rimskog Carstva. U gradu su veliku moć stekle obitelji Fuger i Welser. Obitelj Fuger je podigla jedan dio grada i namijenila ga za život siromašnih građana 1516. god., naselje Fuggerei i danas postoji i drži se za najstarije postojeće socijalno naselje na svijetu.
Augsburgov vrhunac dogodio se tijekom 15. i 16. stoljeća zahvaljujući bankovnim i metalnim tvrtkama trgovačkih obitelji Fugger i Welser, koje su imale gotovo potpuni monopol nad svojim industrijama. Bogatstvo Augsburga privuklo je umjetnike koji su tražili pokrovitelje i brzo je grad postao kreativno središte za poznate slikare, kipare i glazbenike i npr. rodno mjesto slikara obitelji Holbein.
Potpisivanjem Augsburškog mira u gradu 25. rujna 1555., Karlo V. i snage protestantskog Schmalkaldskog saveza su okončali nasilja između luterana i katolika u Njemačkoj i izjednačili prava katolika i luterana. Od tada je mješovito katoličko-protestantsko gradsko vijeće vladalo gradom s većinskim protestantskim stanovništvom. Do Tridesetogodišnjeg rata (1618. – 1648.), održavan je vjerski mir. Car Ferdinand II. je 1629. objavio Restitucijski edikt, prema kojemu su gradsku vlast preuzeli isključivo katolici. Ovo stanje je trajalo do travnja 1632., kada je švedska armija kralja Gustava Adolfa zauzela Augsburg bez otpora. Katolička vojska je potom opsjedala grad 1634. – 1635., pri čemu su tisuće ljudi umrli od gladi i hladnoće.
Ovi tragični događaji, uz otkrića Amerike i razvoja prekooceanske trgovine, doprinijeli su smanjenju značaja Augsburga. Ipak je ostao kulturno središte, a njegova inačica rokokoa je postala toliko rasprostranjena da je ovaj stil diljem Njemačke postao poznat kao „Augsburški stil”. U gradu je rođen i Leopold Mozart 1719. god.
Kada je 1806. god. ukinuto Sveto Rimsko Carstvo, grad je postao dio Kraljevine Bavarske. U 19. st., Augsburg je dobio na značaju razvojem industrije pamučnih i vunenih tkanina, strojogradnje, industrije acetilena, papira, kože i zlatarstva. Od 1907. godine, gradonačelnik je dobio naziv Oberbürgermeister, jer je Augsburg dosegnuo brojku od 100.000 stanovnika.
Povijesno gledano, Augsburg je zbog svog strateškog položaja bio vojno važan grad. Tijekom Drugog svjetskog rata, jedan pod-logor Sabirnog logora Dachau nalazio se izvan Augsburga, opskrbljujući s oko 1.300 prisilnih radnika lokalnu vojnu industriju, posebno vojno zrakoplovnu tvrtku Messerschmitt AG sa sjedištem u Augsburgu. Kada je 28. travnja 1945. američka vojska zauzela Augsburg, on je bio teško bombardiran i jako oštećen grad.
Tijekom hladnog rata bivša Wehrmacht Kaserne postala je tri glavne američke vojarne u Augsburgu: Reese, Sheridan i FLAK, sve do 1998. god.
Sveučilište u gradu je osnovano tek 1970. god., izgrađeno na nekadašnjoj zračnoj luci na jugu grada, a kampus koji se nalazi u njemu (Univiertel) izgrađen je paralelno s novim dijelom grada.
Na Božić, 25. prosinca 2016. godine, evakuirano je 54.000 stanovnika Augsburga, nakon što je 20. prosinca otkrivena britanska bomba iz Drugog svjetskog rata u okrugu Jakobervorstadt. To je bila najveća evakuacija u Njemačkoj od završetka rata. Nakon što je bomba deaktivirana, stanovnici su se mogli vratiti svojim domovima.

## Znamenitosti
Povijesne građevine Augsburga za vodoopskrbu grada pitkom vodom od 15. do početka 20. stoljeća upisane su na UNESCO-ov popis mjesta svjetske baštine 6. srpnja 2019. godine. One obuhvaćaju mrežu kanala, vodotornjeva iz 15. do 17. stoljeća, u kojima su bili crpni strojevi, vodom hlađene dvorane, sustav od tri monumentalne fontane i hidroelektrane koje i danas daju obnovljivu energiju. Tehnološke inovacije koje je proizveo ovaj sustav upravljanja vodama pomogle su uspostaviti Augsburg kao pionira u hidrotehničkom inženjerstvu.
Ostale važne znamenitosti Augsburga kronološki poredane su:
- Augsburška katedrala, osnovana u 9. stoljeću
- Perlachturm, 70 m visok zvonik izgrađen 989. god.
- Crkva sv. Ane iz 1321. god.
- Fuggerei, najstarije društveno stambeno naselje na svijetu, naseljeno od 1523. godine
- Fuggerhäuser, obnovljene renesansne kućne kuće bankarske obitelji Fugger iz 16. st.
- Dvojna opatija Sv. Ulriha i Sv. Afra; jedna crkva je rimokatolička, druga luteranska, a dvojnost je rezultat Augsburškog mira zaključenog 1555. između katolika i protestanata
- Biskupska rezidencija, sagrađena oko 1750. kako bi zamijenila stariju biskupsku palaču; danas upravno sjedište Švabije
- Schaezlerpalais, rokoko dvorac iz 1765., sada muzej umjetnosti
- Mozart Haus Augsburg gdje je rođen skladateljov otac, Leopold Mozart, i Amadeus Mozart ga je nekoliko puta posjetio.
- Bahnpark Augsburg; dom 29 povijesnih lokomotiva, kovačnica, povijesna kuća
- Augsburška sinagoga, jedna od rijetkih njemačkih sinagoga koja je preživjela rat, sada je lijepo obnovljena i otvorena, a unutar nje je židovski muzej

- Augsburška katedrala
- Opatija Sv. Ulriha i Sv. Afra
- Fuggerova gradska palača (Fuggerhäuser)
- Zlatna dvorana gradske vijećnice iz 18. st.
- Augsburška sinagoga

## Uprava
Od 1938. godine Augsburg je podijeljen u 17 urbanih okruga (Planungsräume), koji su sami podijeljeni u 42 općinska okruga (Stadtbezirk); kako je prikazano na slici desno:

## Gospodarstvo
Od razvoja tekstilne industrije na kraju 18. stoljeća, Augsburg je bio industrijski grad. Danas, jedan od glavnih poslodavaca je grupa MAN SE. Augsburg je također bio važno središte zrakoplovne gradnje, tvrtka Messerschmitt imala je nekoliko tvornica u gradu, koje su danas sjedište tvrtke Premium Aerotec, podružnice Airbusa.

## Promet
Grad ima mrežu tramvaja, koja trenutno ima 5 linija (planirana je šesta). Grad je središte mreže regionalnih vlakova koji služe bavarskoj Švabiji; također je dobro povezan željezničkim linijama (InterCity i InterCity-Express) koje povezuju München i Stuttgart. TGV Pariz-München povezuje francusku prijestolnicu za nešto više od pet sati. Autocesta Bundesautobahn 8, također na osi München-Stuttgart, glavna je cests do grada.
Augsburg ima i zračnu luku, Zračna luka Augsburg (IATA koda: AGB).

## Stanovništvo
S industrijalizacijom u 19. stoljeću, Augsburg je doživio snažan rast stanovništva. Godine 1806. u gradu je živjelo oko 26.000 ljudi, da bi 1895. godine bilo od 80.000 do 85.000 stanovnika. Tijekom Drugog svjetskog rata grad je izgubio oko 20% svog stanovništva (38.958 ljudi), tako da je u Augsburgu 1945. godine živjelo 146.000 ljudi. Prijeratnu razinu broja stanovnika Augsburg je dosegnuo pet godina kasnije, između ostalog i zbog velikog broja njemačkih izbjeglica iz srednje i istočne Europe.
Prema popisu iz 2017. godine, broj stanovnika grada Augsburga je bio 295.895 osoba, što ga čini trećim po veličini u Bavarskoj i 23. u Njemačkoj. Udio stranaca je bio oko 4,53%, od kojih i 4.123 Hrvata
| 1635.  | 1806.  | 1871.  | 1900.  | 1950.   | 1990.   | 2000.   | 2010.   | 2017.   |
| ------ | ------ | ------ | ------ | ------- | ------- | ------- | ------- | ------- |
| 16.432 | 26.200 | 51.220 | 89.109 | 185.183 | 256.877 | 254.982 | 264.708 | 295.895 |

## Poznate osobe
- Bertolt Brecht, njemački književnik
- Jakob Fugger, bankar i osnivač prvog naselja sa socijalnim stanovima Fuggerei (1519.)
- Hans Holbein mlađi, slikar
- Leopold Mozart, njemačko-austrijski skladatelj
- Carl Christian Franz Radefeld, kartograf

## Gradovi prijatelji
| - Amagasaki, Japan, od 1959. - Bourges, Francuska, od 1967. - Dayton, Ohio, SAD, od 1964. - Inverness, Škotska, od 1956. | - Jinan (Shandong), Kina, od 2004. - Liberec, Češka, od 2001. - Nagahama, Japan, od 1959. |

## Vanjske poveznice
- Službena stranica (njem.) (engl.)
- Turistička zajednica Augsburga (njem.) (engl.) (jap.) (tal.) (fr.)
- Sveučilište u Augsburgu (njem.) (engl.)

### Ostali projekti
|  | Zajednički poslužitelj ima još gradiva o temi Augsburg |